# Bergbrauerei Leimen
Die Bergbrauerei Leimen, bekannt auch unter dem Markennamen Bergbräu, war eine Brauerei in Leimen, die von 1862 bis 2005 bestand. Nach Stilllegung der Brauerei beschäftigt sich das Unternehmen mit der Verwaltung des historischen Brauereigeländes und dessen Umbau zu einem kreativen Zentrum.

## Geschichte
Die Brauerei wurde 1862 von dem Bierbrauer und Küfer Justus Endlich gegründet. 1883 wurde Endlich Bürgermeister von Leimen, ein Amt, das er bis 1896 innehatte. Sein Sohn Ludwig Endlich übernahm später die Leitung des Betriebs. Im Jahr 1899 erwarb Hugo Mayer, ein jüdischer Unternehmer aus Nußloch, die Brauerei und führte sie erfolgreich bis 1918, als er sie aus gesundheitlichen Gründen an die Familie Geiser verkaufte. Während des Nationalsozialismus wurden Hugo Mayer und seine Ehefrau Karoline 1940 deportiert; Hugo Mayer starb 1942 in Südfrankreich, Karoline Mayer wurde im KZ Auschwitz ermordet.
In der Nachkriegszeit expandierte die Brauerei. In den 1950er und 1960er Jahren entstanden ein neues Sudhaus und eine moderne Flaschenabfüllerei. 2003 wurde die veraltete Flaschenfüllerei geschlossen, und die Flaschenbiere wurden fortan bei der Privatbrauerei Hoepfner in Karlsruhe abgefüllt, während die Fassabfüllung in Leimen verblieb.
Am 1. Oktober 2005 stellte die Bergbrauerei ihren Betrieb ein, nachdem sie unrentabel geworden war. Die kupfernen Braukessel, einst das Erkennungszeichen der Leimener Bergbrauerei, wurden an die New Glarus Brewing Company in Wisconsin, USA, verkauft.

## Nachnutzung
Nach der Schließung entwickelte sich das Gelände der ehemaligen Bergbrauerei zu einem kreativen Zentrum. Etwa 30 Mietparteien, darunter Künstler, Handwerker und Gastronomen, haben sich in den historischen Gebäuden angesiedelt.
Im Februar 2025 wurde der ehemalige Brauerei-Ausschank wiedereröffnet. Das Gasthaus bietet nun eine Kombination aus traditioneller deutscher und mediterraner Küche an.